# 准噶尔郁金香
准噶尔郁金香（学名：Tulipa schrenkii）为百合科郁金香属的植物。分布在俄罗斯以及中国大陆的新疆等地，生长于海拔1,000米至1,500米的地区，多生长在平原荒地，目前尚未由人工引种栽培。